# Gdynia trolibuszvonal-hálózata
Gdynia trolibuszvonal-hálózata (lengyel nyelven: Trolejbusy w Gdyni) Lengyelország Gdynia városában található trolibuszüzem. Összesen 12 vonalból áll, a hálózat teljes hossza 96 km. Jelenlegi üzemeltetője a PKT w Gdyni. Egyike Lengyelország három megmaradt trolibuszüzemének.
Az áramellátás felsővezetékről történik, a feszültség 600 V egyenáram. 
A forgalom 1943-ban indult el.

## Útvonalak
| Járatszám | Útvonal |
| --------- | --- |
| 20        | Gdynia Dworzec Główny PKP – pl. Konstytucji – Wójta Radtkego (vissza: Jana z Kolna) – plac Kaszubski – Świętojańska – 10 Lutego – Podjazd – Morska – Chylońska – Cisowa SKM és vissza |
| 21        | Gdynia Dworzec Główny PKP – Dworcowa – 10 Lutego – Świętojańska – al. Zwycięstwa – (Sopot) al. Niepodległości – Sopot Reja (selected circuits from Sopot Reja: Świętojańska - al. Jana Pawła II - 10 Lutego) és vissza                                                                       |
| 22        | Gdynia Dworzec Główny PKP – pl. Konstytucji – Wójta Radtkiego (return: Jana z Kolna) – plac Kaszubski – Świętojańska (vissza: Węzeł Cegielskiej – al. Zwycięstwa – Świętojańska) – al. Piłsudskiego – Śląska – Warszawska – Morska – Chylońska – Cisowa SKM és vissza                        |
| 23        | Stocznia Gdynia – al. Solidarności – Janka Wiśniewskiego – pl. Konstytucji – Wójta Radtkiego (vissza: Jana z Kolna) – plac Kaszubski – Świętojańska – al. Zwycięstwa – Wielkopolska – Chwaszczyńska – Nowowiczlińska – Rdestowa – Chwaszczyńska – Starochwaszczyńska – Kacze Buki and return |
| 24        | Stocznia Gdynia – al. Solidarności – Janka Wiśniewskiego – pl. Konstytucji – Wójta Radtkiego (return: Jana z Kolna) – plac Kaszubski – Świętojańska – al. Zwycięstwa – Wielkopolska – Chwaszczyńska – Nowowiczlińska – Miętowa – Dąbrowa Miętowa és vissza                                   |
| 25        | 3 Maja – Hala – Wójta Radtkego (return: Jana z Kolna – 3 Maja) – Świętojańska – 10 Lutego – Podjazd – Morska – Owsiana – Cisowa SKM és vissza |
| 26        | Orłowo SKM Klif – al. Zwycięstwa – al. Piłsudskiego (vissza: Węzeł Cegielskiej) – Śląska – Warszawska – Morska – Cisowa Sibeliusa és vissza |
| 27        | Kacze Buki – Starochwaszczyńska – Chwaszczyńska – Rdestowa – Nowowiczlińska – Chwaszczyńska – Wielkopolska – al. Zwycięstwa – al. Piłsudskiego (vissza: Węzeł Cegielskiej) – Śląska – Warszawska – Morska – Chylońska – Cisowa SKM és vissza                                                 |
| 28        | 3 Maja – Hala – Wójta Radtkego (return: Jana z Kolna) – Świętojańska – 10 Lutego – Podjazd – Morska – Chylońska – Chylonia Dworzec PKP (pl. Dworcowy) – Kartuska – Jaskółcza – Chabrowa – Pustki Cisowskie és vissza                                                                         |
| 29        | Grabówek SKM – Zakręt do Oksywia – Morska – Podjazd – 10 Lutego – Świętojańska – Al. Piłsudskiego (vissza: Świętojańska) – al. Zwycięstwa – Wielkopolska – Chwaszczyńska – Nowowiczlińska – Dąbrowa Tesco – (selected circuits to: Dąbrowa Miętowa) és vissza                                |
| 30        | Gdynia Dworzec Główny PKP – plac Konstytucji – Wójta Radtkiego (return: Jana z Kolna) – plac Kaszubski – Świętojańska (vissza: Węzeł Cegielskiej – al. Zwycięstwa – Świętojańska) – al. Piłsudskiego – Śląska – Warszawska – Morska – Cisowa Sibeliusa és vissza                             |
| 31        | Kacze Buki – (every other circuit to: Dąbrowa Miętowa) – Starochwaszczyńska – Chwaszczyńska – Rdestowa – Nowowiczlińska – Chwaszczyńska – Wielkopolska – al. Zwycięstwa – (Sopot) al. Niepodległości – Sopot Reja - (selected circuits to: Sopot Ergo Arena) és vissza                       |